# Cupra Formentor
La Cupra Formentor è un'autovettura di tipo SUV prodotta a partire dalla seconda metà del 2020 dalla casa automobilistica spagnola Cupra.

## Profilo e tecnica

### Contesto e debutto

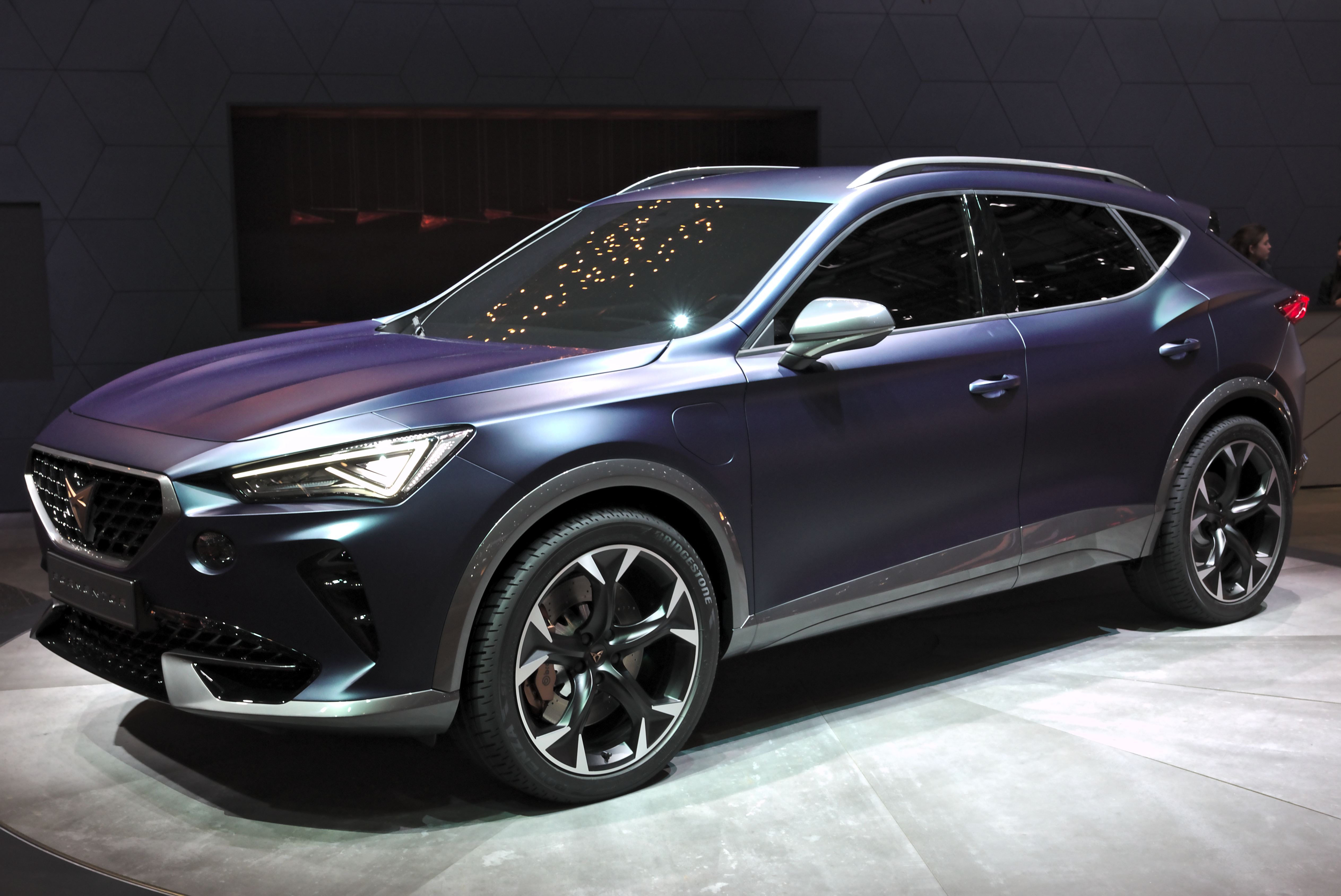
La concept car del 2019

Derivata dall'omonimo prototipo, presentato al Salone dell'automobile di Ginevra del 2019, la Formentor è il secondo modello prodotto dall'ex divisione sportiva della SEAT dopo la sua trasformazione in filiale indipendente (la prima è stata la Cupra Ateca, derivata dall'omonimo modello SEAT) nonché il primo a marchio Cupra non derivato da altri modelli della casa madre. La versione definitiva avrebbe dovuto essere presentata allo stesso salone l'anno successivo, poi annullato per la pandemia di COVID-19 in Europa, venendo poi presentata on line a marzo 2020.
La vettura prende il nome da Cap de Formentor, una località marittima dell'isola di Maiorca.

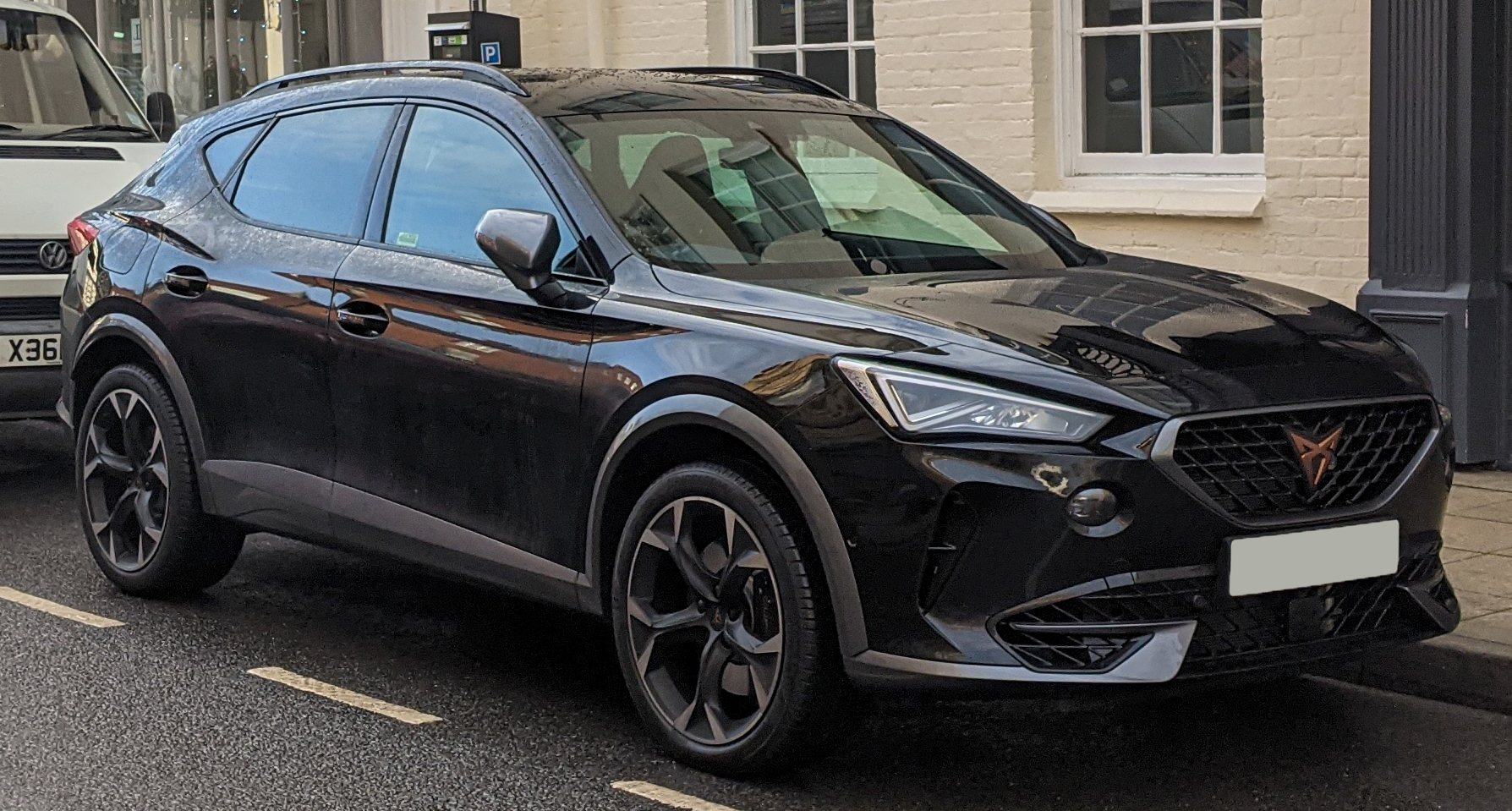
Cupra Formentor VZ2

### Meccanica e motori
La Formentor condivide il pianale MQB Evo con la quarta generazione della SEAT León e altri elementi stilistici, come i gruppi ottici anteriori e posteriori, gli interni quasi del tutto simili se non per lo stemma Cupra al centro del volante e a scelta dei sedili più sportivi (optional).
La vettura, a differenza delle altre Cupra, è dotata di diverse motorizzazioni sia benzina sia ibride plug-in: dal 1.4 TSI ibrido plug-in al 2.0 TSI benzina da 310 CV della VZ2, con l'unico diesel costituito dal 2.0 TDI con 150 CV. Tutti i propulsori sono dotati di un cambio manuale a sei marce (ad eccezione del modello plug-in che prevede il solo cambio automatico) ma in opzione sono abbinabili all'automatico a doppia frizione DSG a 7 rapporti. La Formentor è disponibile in due diverse configurazioni: con la sola trazione anteriore o con l'integrale, mentre lo schema delle sospensioni ricalca quello della León e presenta un MacPherson all'anteriore e un multilink al posteriore.
Al lancio è disponibile con un turbo benzina a 4 cilindri in linea da 2 litri (VZ 310) con 310 CV e 400 Nm di coppia.

### Aggiornamenti ed evoluzione

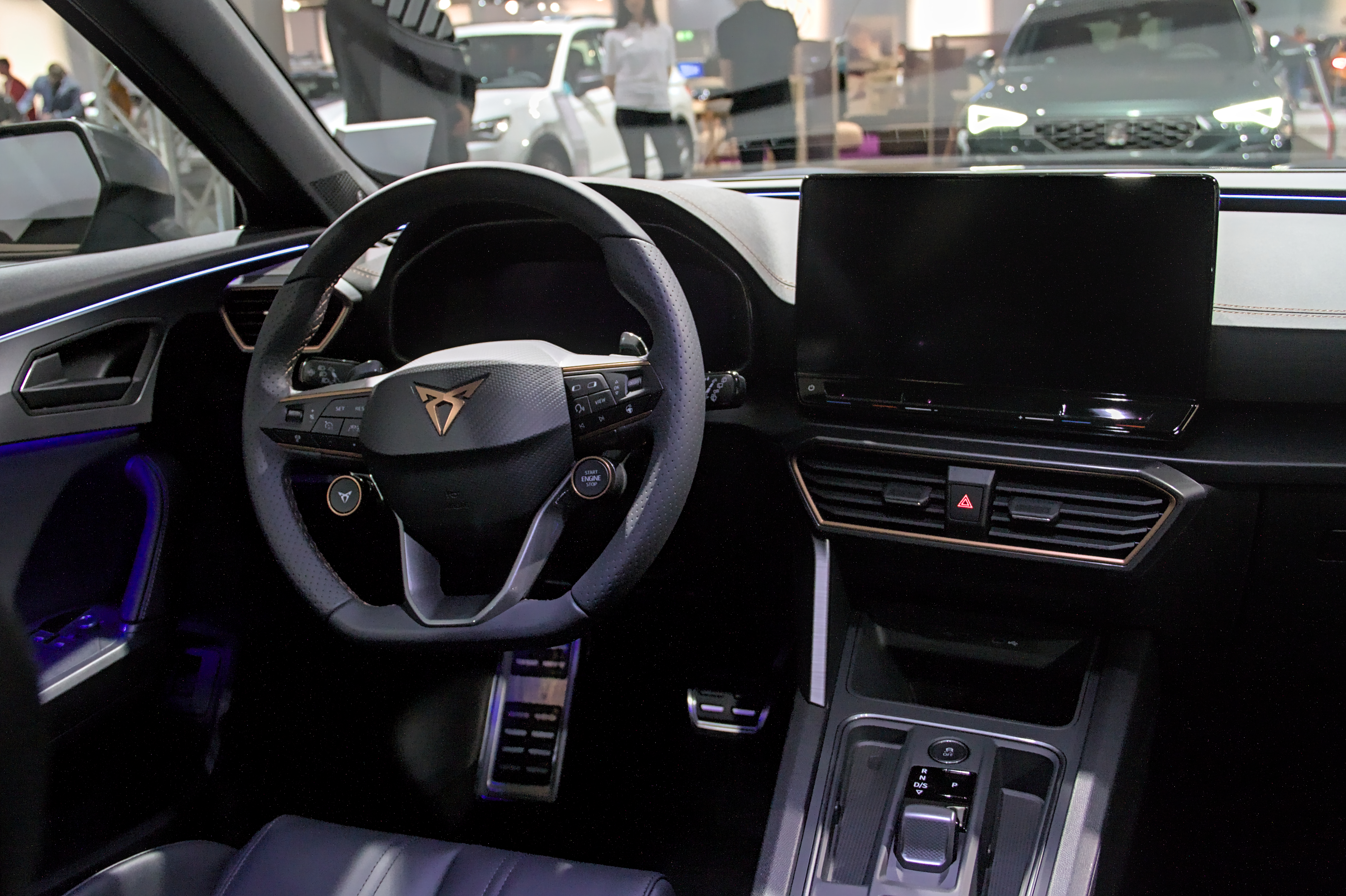
Interni

A partire dall'ottobre 2020, la Formentor può essere equipaggiata con un motore a 4 cilindri in linea 1.5 TSI da 150 CV.
Ad inizio 2021 viene lanciata la versione e-Hybrid dotata di un motore ibrido composto da un'unità benzina da 1,4 litri in abbinamento a un motore elettrico per una potenza totale di 204 CV o 245 CV per la versione VZ e-Hybrid. Il sistema si compone di un motore a benzina a 4 cilindri in linea 1.4 TSI da 150 CV a cui viene abbinato a un motore elettrico da 115 CV per una potenza cumulativa di 245 CV e 400 Nm di coppia; il motore elettrico è alimentato da una batteria agli ioni di litio con una capacità di 13 kWh, che conferisce un'autonomia  completamente elettrica di 50 km. Nello stesso periodo si allarga la gamma motori con l'arrivo anche di un turbo diesel TDI da 2.0 litri da 150 CV con coppia massima di 360 Nm a 1600-2750 giri/min.

#### VZ5

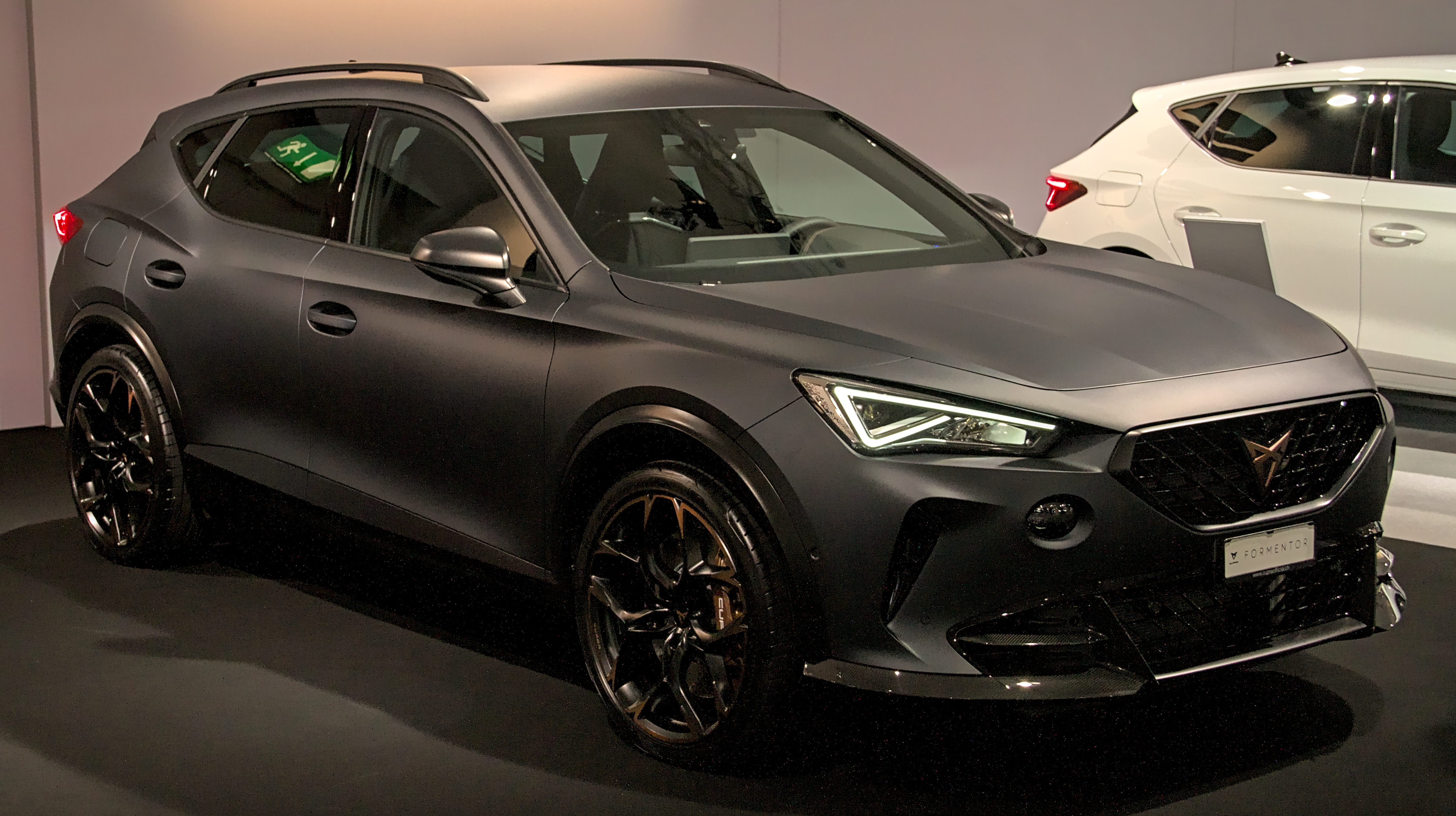
Cupra Formentor VZ5

Poco dopo a febbraio 2021 viene introdotta la versione VZ5, dotata del motore a 5 cilindri in linea da 2,5 litri turbocompresso derivato dall'Audi RS3, con una potenza di 390 CV.
Prevista con una produzione limitata a sole 7000 unità, esternamente si differenzia per un paraurti anteriore e una presa d'aria inferiore modificata e per i doppi terminali di scarico su entrambi i lati disposti diagonalmente uno sopra l'altro bruniti. Sempre dalla RS3 riprende anche la meccanica di funzionamento del sistema di trazione integrale, che a differenza delle altre versioni che hanno una frizione Haldex con ripartizione 50/50, la VZ5 è dotato al posteriore di un differenziale composto da due pacchi frizione lamellari a controllo elettronico che tramite in motorino elettrico esclude un semiasse, ottenendo una riparazione della coppia fino al 100% su una singola ruota.

#### Restyling 2024

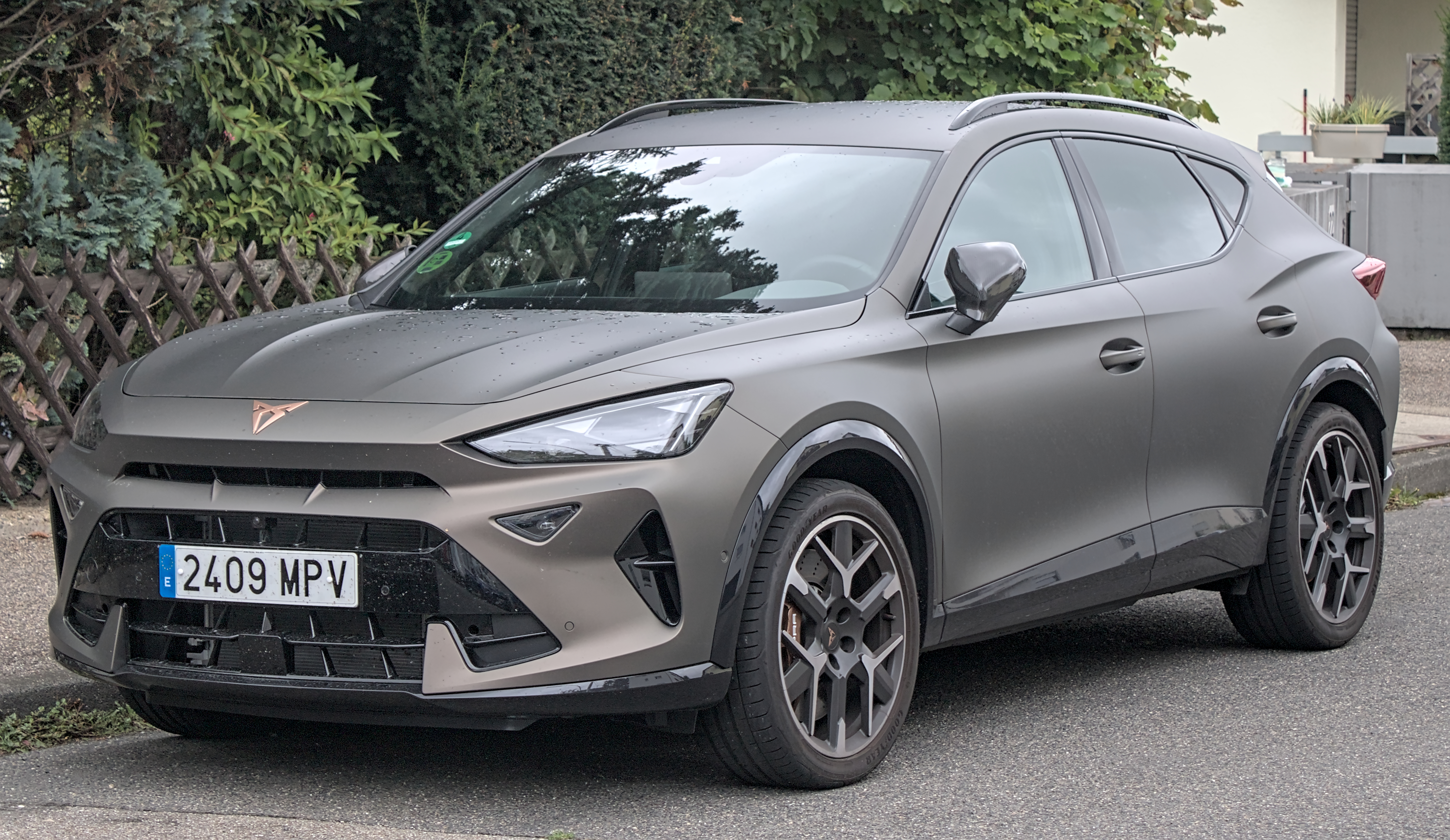
Restyling

In un evento riservato dedicato agli addetti del settore tenutosi in Spagna il 7 giugno 2022 Cupra ha anticipato il restyling della Formentor, che è stato poi ufficialmente presentato al pubblico nell'aprile 2024.

## Motorizzazioni
| Modello               | Motore | Cilindrata (cm³) | Potenza CV/rpm | Coppia Nm/rpm | Cambio                 | Accelerazione 0–100 km/h | V. max (km/h) |
| --------------------- | ------ | ---------------- | -------------- | ------------- | ---------------------- | ------------------------ | ------------- |
| 1.5 TSI               |        | 1498             | 150/5000       | 250/1500      | meccanico a 6 rapporti | 9,0                      | 205           |
| 1.5 Hybrid DSG        |        | 1498             | 150/5000       | 250/1550      | DSG a 7 rapporti       | 9,0                      | 205           |
| 1.5 e-Hybrid DSG      |        | 1498             | 204/4000       | 350/850       | DSG a 6 rapporti       | 7,9                      | 210           |
| 1.5 e-Hybrid DSG VZ   |        | 1498             | 272/4750       | 400/850       | DSG a 6 rapporti       | 7,2                      | 220           |
| 2.0 TSI DSG VZ        | EA888  | 1984             | 265/5250       | 370/1600      | DSG a 7 rapporti       | 6,5                      | 245           |
| 2.0 TSI 4Drive DSG VZ | EA888  | 1984             | 333/5600       | 420/2100      | DSG a 7 rapporti       | 4,8                      | 250           |
| 2.0 TDI DSG           |        | 1968             | 150/3000       | 360/1600      | DSG a 7 rapporti       | 9,0                      | 205           |
| 1.4 e-Hybrid DSG      | EA211  | 1395             | 204/5000       | 350/1550      | DSG a 6 rapporti       | 7,8                      | 205           |
| 1.5 TSI DSG           |        | 1498             | 150/5000       | 250/1500      | DSG a 7 rapporti       | 8,9                      | 203           |
| 2.0 TSI 4Drive        | EA888  | 1984             | 310/5450       | 400/2000      | DSG a 7 rapporti       | 4,9                      | 250           |